# 429-й истребительный авиационный полк ПВО

429-й истребительный авиационный полк ПВО (429-й иап ПВО) — воинская часть истребительной авиации ПВО, принимавшая участие в боевых действиях Великой Отечественной войны.

## Наименования полка
За весь период своего существования полк не менял своё наименование:
- 429-й истребительный авиационный полк ПВО[1][2].
- Войсковая часть (Полевая почта) 10226[1][2].

## История и боевой путь полка
429-й истребительный авиационный полк начал формироваться 1 августа 1941 года в 7-м истребительном авиакорпусе ПВО на аэродроме Сиверская на основе кадров 153-го, 46-го и 26-го истребительных авиационных полков.
5 сентября 1941 года личный состав полка эвакуирован в Учебно-тренировочный центр ВВС Ленинградского фронта на аэродром Мотурино (город Череповец Вологодской области). С 20 сентября по 16 октября 1941 года формирование продолжено в УТЦ в Череповце. С 30 октября 1941 года полк находится в 17-м запасном истребительном авиаполку Уральского военного округа в городе Молотов, где 30 декабря окончательно сформирован по штату 015/174 с переучиванием на английские истребители «Харрикейн». По окончании формирования перебазировался на аэродром Монино под Москвой.
С 13 января 1942 года полк, базируясь на аэродроме Монино, в составе 6-го истребительного авиационного корпуса ПВО Московской зоны ПВО вступил в боевые действия против фашистской Германии и её союзников на самолётах «Харрикейн». Осуществлял прикрытие города и военных объектов Москвы с воздуха, помимо выполнения задач ПВО вылетал на прикрытие своих войск, штурмовку войск противника, действуя в интересах командования наземных фронтов. Первая известная воздушная победа полка в Отечественной войне одержана 27 февраля 1942 года: парой «Харрикейнов» (ведущий капитан Шолохов Л. А.) в воздушном бою в районе ст. Барятинская сбит немецкий бомбардировщик Ju-88.
5 апреля 1942 года полк вместе с 6-м иак ПВО вошёл в состав войск Московского фронта ПВО. 21 сентября 1942 года полк переформирован по штату 015/284 с одновременным перевооружением на самолёты Як-1 и Як-7б. «Харрикейны» полк сдал: 14 в 287-й иап, 5 в 309-й иап, 7 в 488-й иап.
9 июня 1943 года в связи с преобразованием 6-го иак ПВО в 1-ю воздушную истребительную армию Московского фронта ПВО вошёл во вновь сформированную в составе этого объединения 320-ю истребительную авиадивизию ПВО.
4 июля 1943 года Московский фронт ПВО преобразован в Особую Московскую армию ПВО в составе Западного фронта ПВО. 1 октября 1943 года полк исключён из действующей армии.
28 июля 1944 года полк передан из 320-й иад ПВО в состав 319-ю истребительную авиадивизию ПВО 1-й воздушной истребительной армии Особой Московской армии ПВО Северного фронта ПВО. 8 апреля 1945 года полк выведен из состава 319-й истребительной авиадивизии ПВО, сдал 21 Як-9М в 562-й иап, 2 Як-1 и 5 Як-7б в 736-й иап и убыл на Дальний Восток.
Всего в составе действующей армии полк находился: с 13 января 1942 года по 1 октября 1943 года.
Всего за годы Великой Отечественной войны полком:
- Совершено боевых вылетов — 1644.
- Сбито самолётов противника — 7, из них:
  - бомбардировщиков — 6;
  - истребителей — 1.
- Свои потери:
  - лётчиков — 10;
  - самолётов — 16.

12 мая 1945 года прибыв на Дальний Восток на аэродром Коммуна имени Ленина полк включён в состав 147-й истребительной авиадивизии ПВО Приморской армии ПВО. 23 июня 1945 года полк получил 40 истребителей Як-9У.
В период с 8 августа по 3 сентября 1945 года в составе 147-й истребительной авиационной дивизии ПВО Приморской армии ПВО полк принимал участие в Советско-японской войне на самолётах Як-9У.
Результаты боевой работы в Советско-японской войне:
- Совершено боевых вылетов — 233.

## Командиры полка
- капитан, майор, подполковник Шолохов Леонид Александрович, 08.1941 — 12.03.1944
- майор Дунаев Николай Павлович, 12.03.1944 — 31.03.1946

## Послевоенная история полка
После окончания войны с Японией полк вернулся на свой аэродром Коммуна имени Ленина, где базировался в составе своей 147-й истребительной авиационной дивизии ПВО Приморской армии ПВО. В период с 15 февраля по 31 марта 1946 года полк расформирован в составе 147-й истребительной авиационной дивизии ПВО. Личный состав убыл в 34-й, 404-й и 564-й иап 147-й истребительной авиационной дивизии ПВО, самолёты переданы в 404-й истребительный авиационный полк.